# Université de Rome « Tor Vergata »
 (janvier 2014).
Si vous disposez d'ouvrages ou d'articles de référence ou si vous connaissez des sites web de qualité traitant du thème abordé ici, merci de compléter l'article en donnant les références utiles à sa vérifiabilité et en les liant à la section « Notes et références ».
Pour les articles homonymes, voir Université de Rome.
L'université de Rome « Tor Vergata » (en italien : Università degli studi di Roma « Tor Vergata »), basée à Rome, est l'une des principales universités italiennes.
Elle est reconnue pour son excellence dans l'enseignement de l'économie, de la médecine et de l'ingénierie, surtout pour la qualité de ses professeurs.

## Histoire
Elle a été fondée en 1972 afin de pallier le nombre trop élevé des étudiants de La Sapienza (Rome I). Elle est également appelée Rome II.  
En raison de l'adaptation au processus de Bologne, les études pour les inscrits à partir de l'année universitaire 2000-2001 ont été organisées dans le système LMD (licence-master-doctorat), ou « 3+2 » (appelé Nuovo Ordinamento), avec un concours d'entrée cette fois plus filtrant, avec un titre de premier cycle (Laurea Breve) après trois ans d'études (le niveau de difficulté étant plus bas que les trois premières années du Vecchio Ordinamento) et un projet de fin d'études d'au maximum six mois, et un titre final après encore deux ans (Laurea Specialistica) d'études et une thèse de maîtrise de 3-14 mois. Suite à cette réorganisation un plus grand nombre d'étudiants obtiennent un titre de premier cycle (bac+3), dont seulement une petite partie poursuivent des études de deuxième cycle.
Le deuxième cycle a un degré de difficulté beaucoup plus élevé que celui du premier cycle et les étudiants qui en sortent peuvent être considérés, en moyenne, presque au même niveau de formation que les étudiants du Vecchio Ordinamento.
L'université propose des formations dans tous les domaines en vue d'obtenir une licence (bac+3), un master (bac+5) ou un doctorat (bac+8) ou des diplômes spécialisés (professions de santé, par exemple).
Le site de Tor Vergata fut, avant la construction de l'université, le lieu de rassemblement des Journées mondiales de la jeunesse, en août 2000. La croix monumentale construite à l'époque pour cet événement a été conservée et est encore visible.

## Galerie

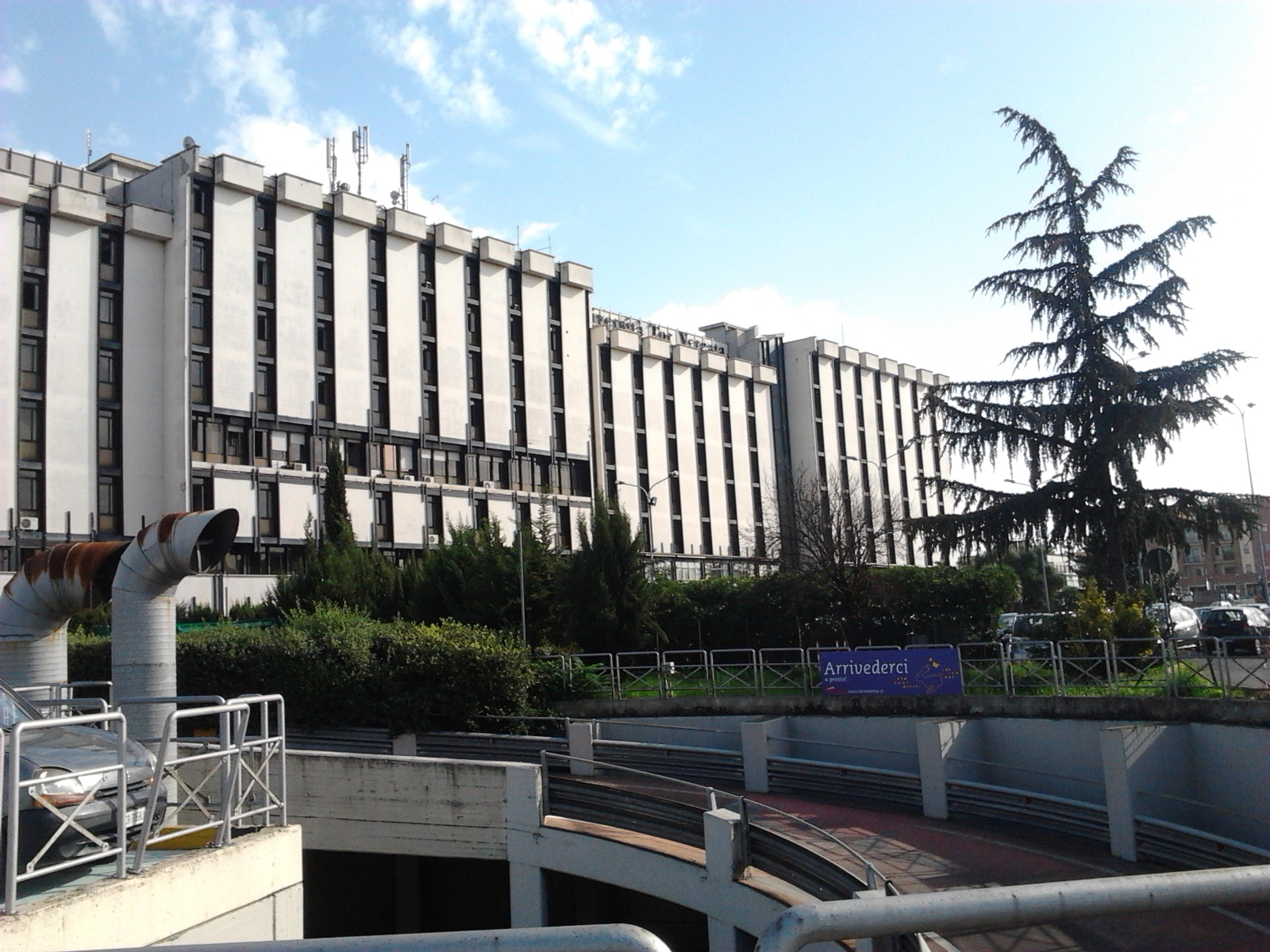
La Romanina
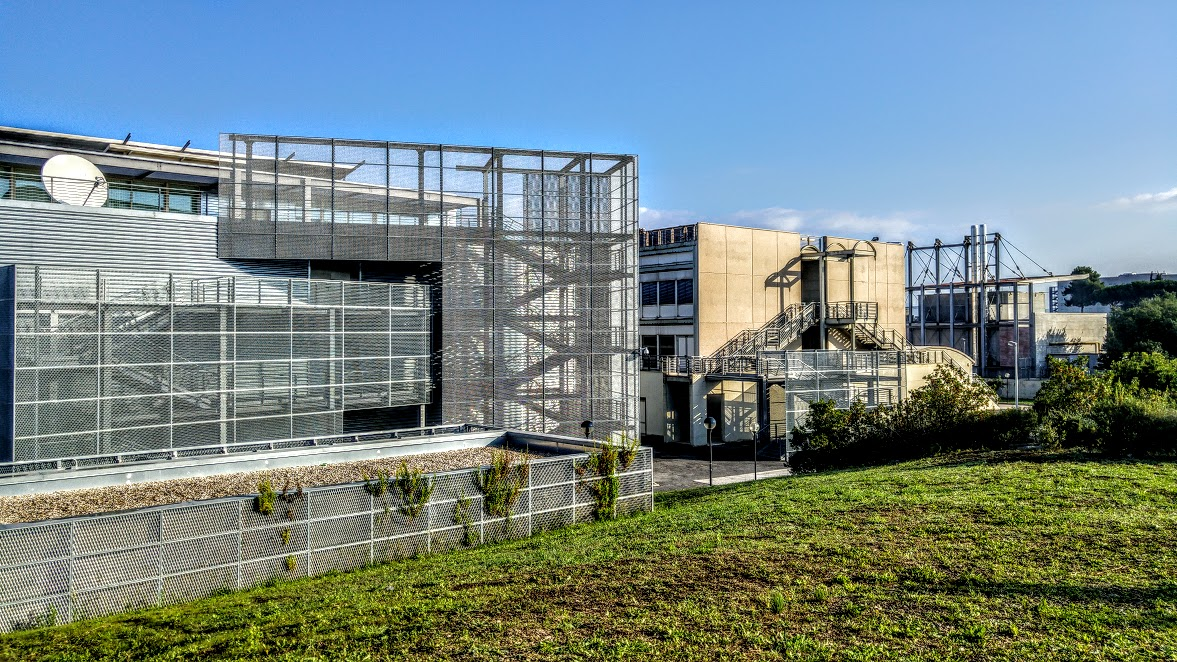
Ecole d'ingénieurs
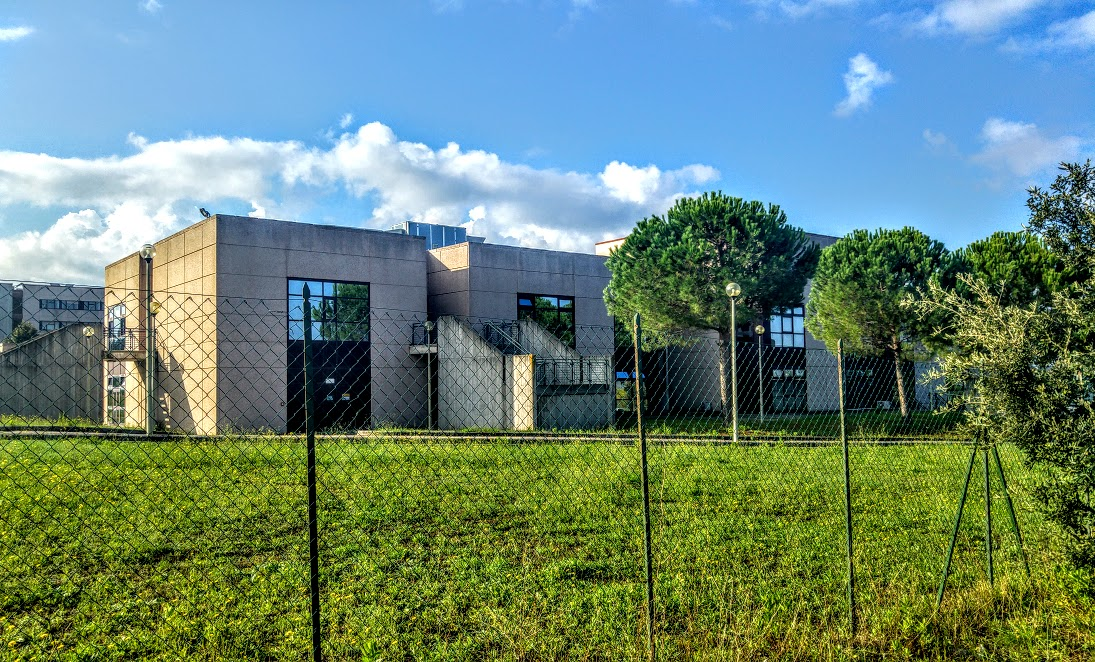
Lettres et philosophie
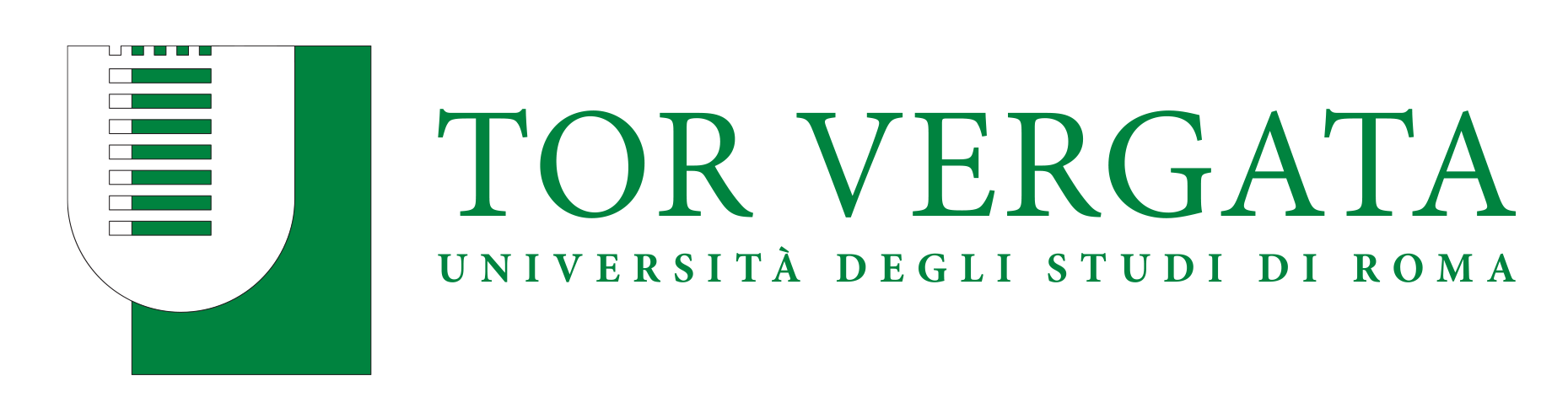
Logo de l'université